# Andri Rafn Yeoman
Pour les articles homonymes, voir Yeoman (homonymie).
Andri Rafn Yeoman est un footballeur islandais né le 18 avril 1992, qui joue en tant que milieu de terrain à Breiðablik.

## En club
Andri joue son premier match pour son club formateur, Breiðablik, en 2009. Il est aligné à 10 reprises en championnat, et joue également trois matchs de Coupe d'Islande. Son équipe parvient en finale de cette 50e édition de la compétition, face à Fram. Yeoman rentre pendant les prolongations, alors que le score est de 2-2 (à la suite d'un doublé d'Alfred Finnbogason pour Breiðablik). Le jeune islandais et ses coéquipiers l'emportent finalement 5-4 aux tirs au but, permettant à leur club de glaner sa première Coupe d'Islande.
Il prend part à 17 matchs la saison suivante, et aide le club de Kopavogur à décrocher cette fois-ci son premier titre de champion d'Islande. Depuis 2011, il est titulaire au sein de l'entrejeu des verts et blancs, ne manquant qu'un ou deux matchs de championnat par saison.

## En sélection
Andri participe à plusieurs matchs avec les différentes sélections islandaises, et notamment aux qualifications à l'Euro Espoirs 2015.
L'Islande est éliminée aux portes de la compétition face au Danemark

## Palmarès
- Breiðablik
  - Vainqueur de la Coupe d'Islande en 2009
  - Champion d'Islande en 2010